# Tupifolket

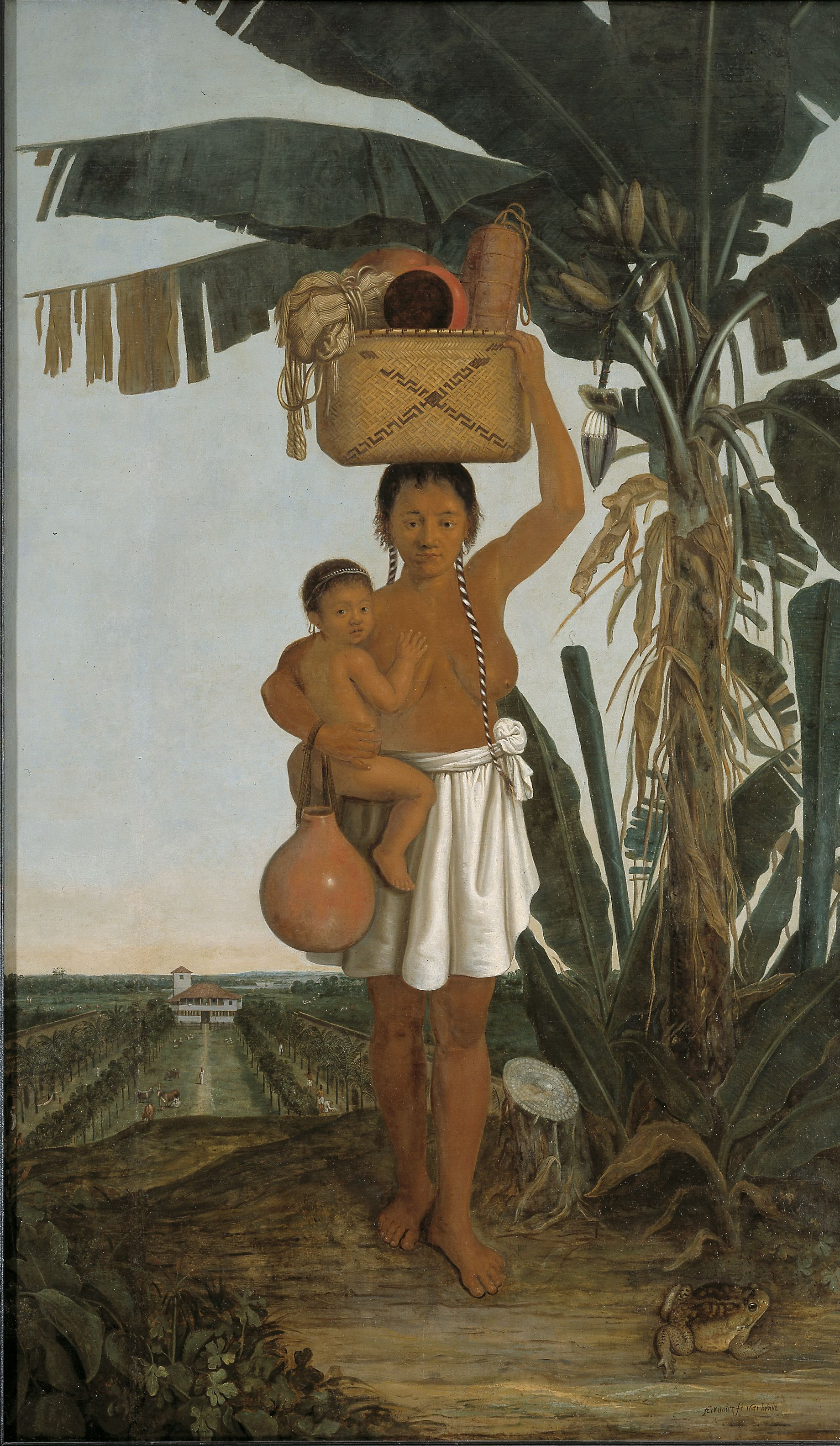
Tupikvinna, målning av Albert Eckhout 1641

Tupifolket är ett urfolk i Brasilien. 
Tupier kan först ha befolkat regnskogsområdet i nuvarande Brasilien. Från för 2 900 år sedan har de börjat befolka kustområdena. Tupier bebodde större delen av Brasiliens kust när portugiserna anlände dit och har uppskattats ha varit ungefär en miljon personer omkring 1500, eller ungefär lika många som portugiserna i det dåtida Portugal. De var uppdelade på stammar med mellan 300 och 2 000 medlemmar. Tupifolket var jordbrukare och odlade grödor som cassava, majs, sötpotatis, bönor och jordnötter. 
Tupifolket var den första ursprungsbefolkning som de portugisiska kolonisatörerna kom i kontakt med. Kontakten ledde bland annat till ett system med urbrasilianska bihustrur till portugiserna ("cunhadismo", från det portugisiska ordet för svåger, "cunhado") och därmed uppkomsten av en snabbt växande mestisbefolkning. Från 1600-talet minskade den oblandade tupibefolkningen stadigt, för att under 1900-talet bestå av ett fåtal isolerade samhällen.
Tupifolkets språk tupí hör till språkgruppen Tupí-guaraní.